# Skovmår
Skovmåren (Martes martes) er et rovdyr i mårfamilien, der er udbredt i det meste af Europa, Lilleasien, Kaukasus og dele af Iran, Irak og Syrien. Den er opført som ikke truet på IUCN's rødliste, men kategoriseres som næsten truet på den danske rødliste, da den er en af de mest sjældne pattedyr i Danmark og har været totalfredet siden 1934.
Skovmåren er Kroatiens nationaldyr og optræder på deres 1 Euro-mønt. Tidligere dukkede skovmåren op på forsiden af 1 Kuna-mønten, som valutaen desuden var opkaldt efter. 

## Udseende
Skovmårens pels er normalt lys til mørkebrun. Pelsen er længere og blødere om vinteren. Den har en cremefarvet eller gul markering på halsen. Dens krop bliver op til 53 cm lang, med en busket hale på omkring 25 cm. Den vejer omkring 1,5-1,7 kg, hvor hannerne er lidt større end hunnerne. Dens syn-, lugte- og høresanser er fremragende.

## Levevis
Mårer er de eneste dyr i familien Mustelidae der kan trække deres kløer lidt tilbage. Dette gør dem i stand til at have en mere trælevende livsstil, hvilket inkluderer at klatre eller bevæge sig rundt på grene, selvom de også er relativt hurtige løbere på jorden. De er hovedsageligt nataktive. De har små, afrundede, meget følsomme ører og skarpe tænder tilpasset til at spise små pattedyr, fugle, insekter, frøer og ådsler. De har også været kendt for at spise bær, frugter, fugleæg, nødder og honning. Den europæiske fyrremår er territorial og markerer sit hjemområde ved at afsætte afføring. Dens afføring er sort og snoet.
Skovmårer i fangenskab har levet op til 18 år, mens den maksimale alder registreret i naturen er 11 år. Den typiske levealder for en skovmår i naturen er dog kun 3-4 år. Skovmåren bliver kønsmoden omkring 2-3 års alderen. Parring sker normalt på jorden og kan vare mere end 1 time. Parringen finder sted i juli og august, men det befrugtede æg kommer først ind i livmoderen omkring 7 måneder efter. Ungerne fødes normalt i slutningen af marts eller begyndelsen af april efter en drægtighed på en omkring en måned, der starter efter implantationen af det befrugtede æg. Ungerne fødes i kuld på 1-5 individer. Ungerne vejer omkring 30 gram ved fødslen. Ungerne fødes i mårens underjordiske huler og begynder at komme ud af hulerne omkring 7-8 uger efter fødslen, men bliver tæt på hulen indtil omkring 12-16 uger efter fødslen hvor de kan begynde at tage længere ture væk fra hulen.

## Trusler
Mennesker er den største trussel mod skovmåren. De er sårbare over for konflikter med mennesker, som følge af rovdyrbekæmpelse for at beskytte andre arter. Desuden sker der konflikter hvis en skovmår angriber et menneskeligt husdyr eller bruger menneskelig bebyggelse som levested. Skovmåren påvirkes også af skovtab, hvilket resulterer i tab af levesteder. Forfølgelse (ulovlig forgiftning og skydning), tab af levesteder, , og andre menneskelige forstyrrelser har forårsaget et betydeligt fald i den skovmårens bestand. I nogle områder er skovmåren desuden meget værdsat og jages for dens pels. Skovmåren har været fredet i Danmark siden 1934, da den på den danske rødliste klassificeres som næsten truet.
Skovmårens største naturlige fjender er jærve, røde ræve, kongeørn, havørne, duehøg og stor hornugle. Disse rovdyr angriber især unge skovmårer.